# 西北街街道
西北街街道，是中华人民共和国甘肃省酒泉市肃州区下辖的一个乡镇级行政单位。

## 行政区划
西北街街道下辖以下地区：
新世纪社区、仓后街社区和同德巷社区。